# 全唇线柱兰
全唇线柱兰（学名：Zeuxine integrilabella）为兰科线柱兰属下的一个种。

## 扩展阅读
- 維基物種上的相關：全唇线柱兰